# 劉子真
劉子真（457年—466年10月25日），字孝贞，刘宋皇子，宋孝武帝劉駿第十一子，母為谢昭容。
大明五年八月戊子（461年8月25日），封始安王，食邑二千户，任辅国将军、吴兴太守。大明七年五月乙亥（463年6月3日），改任使持节、监广交二州始兴、始安、临贺三郡诸军事、平越中郎将、广州刺史。同年，改任征虏将军、南彭城太守，领石头戍事。景和元年（465年），改任丹阳尹。同年九月庚子（465年10月15日），改任南兖州刺史。泰始元年十二月，刘彧即位。泰始二年（466年），改任左将军、丹阳尹。
泰始二年十月乙卯（466年10月25日），劉子真与松滋县侯劉子房、永嘉王劉子仁、淮南王劉子孟、南平王劉子产、庐陵王劉子舆一并被赐死。